# ラグビーワールドカップ (女子)
女子ラグビーワールドカップは、1991年にウェールズで第1回大会が行われ、ワールドラグビーの主催により4年ごとに行われる女子ラグビーの世界一決定戦、世界選手権に当たる。

## 沿革
2017年大会から、男子ワールドカップの中間年に実施することが決まったが、新型コロナウイルス感染症の世界的流行により2021年大会は2022年に開催された。次回の女子大会は2025年にイングランドで開催される。
2019年8月21日、ワールドラグビーは、ラグビーワールドカップ女子大会（Women’s Rugby World Cup）について、性別に関する記述「Women's」を取り除くことを発表した。これにより、ワールドカップは男子大会・女子大会のいずれも、「ラグビーワールドカップ」という名称となる。しかし、この試みは2023年男子大会までで打ち切られた。
2021年ニュージーランドでの女子大会（実際は2022年に延期開催）は「ラグビーワールドカップ2021」（Rugby World Cup 2021）となり、続いてフランスで開催の男子大会は「ラグビーワールドカップ2023」（Rugby World Cup 2023）となる。
ワールドラグビーは、法人企業「ラグビーワールドカップリミテッド（RWCL）」を作り、ワールドカップの運営管理を行っている。オーストラリアで開催される2027年男子大会と2029年女子大会では、ワールドラグビーとオーストラリア協会との合弁企業を作り、運営される予定。
2023年の男子大会終了後、大会名において「Women's」「Men's」の名称を復活させた。これにより「Women's RWC 2025」「Men's RWC 2027」などの表記が公開された。
2025年大会では、6つの地域すべてから出場国を選出し、出場国は12から16に増やした。ロゴが一新され、それまでの「U」をデザイン化したものから、ラグビーボール型の楕円内に「RWC」の文字を入れたものになった。また、トロフィーも新しくなった。

## 歴代開催国・優勝国

### 各大会の結果
| 回数 開催年       | 開催国           | 決勝戦             | 決勝戦 | 決勝戦           | 3位決定戦        | 3位決定戦 | 3位決定戦          | 参加数 |
| 回数 開催年       | 開催国           | 優勝               | 得点   | 準優勝           | 3位              | 得点      | 4位                | 参加数 |
| ----------------- | ---------------- | ------------------ | ------ | ---------------- | ---------------- | --------- | ------------------ | ------ |
| 第1回 （1991年）  | ウェールズ       | · アメリカ合衆国   | 19-6   | · イングランド   | · フランス       | 同率3位   | · ニュージーランド | 12     |
| 第2回 （1994年）  | スコットランド   | · イングランド     | 38-23  | · アメリカ合衆国 | · フランス       | 27-0      | · ウェールズ       | 12     |
| 第3回 （1998年）  | オランダ         | · ニュージーランド | 44-12  | · アメリカ合衆国 | · イングランド   | 31-15     | · カナダ           | 16     |
| 第4回 （2002年）  | スペイン         | · ニュージーランド | 19-9   | · イングランド   | · フランス       | 41-7      | · カナダ           | 16     |
| 第5回 （2006年）  | カナダ           | · ニュージーランド | 25-17  | · イングランド   | · フランス       | 17-8      | · カナダ           | 12     |
| 第6回 （2010年）  | イングランド     | · ニュージーランド | 13-10  | · イングランド   | · オーストラリア | 22-8      | · フランス         | 12     |
| 第7回 （2014年）  | フランス         | · イングランド     | 21-9   | · カナダ         | · フランス       | 25-18     | · アイルランド     | 12     |
| 第8回 （2017年）  | アイルランド     | · ニュージーランド | 41-32  | · イングランド   | · フランス       | 31-23     | · アメリカ合衆国   | 12     |
| 第9回 （2021年）  | ニュージーランド | · ニュージーランド | 34-31  | · イングランド   | · フランス       | 36-0      | · カナダ           | 12     |
| 第10回 （2025年） | イングランド     |                    |        |                  |                  |           |                    | 16     |
| 第11回 （2029年） | オーストラリア   |                    |        |                  |                  |           |                    | 16     |
| 第12回 （2033年） | アメリカ合衆国   |                    |        |                  |                  |           |                    | 16     |

### 歴代大会開催実績
| 回    | 年   | 開催国           | 試合数 | 総入場者数 | 1試合平均 入場者数 | 決勝戦会場                                                  | 備考 |
| ----- | ---- | ---------------- | ------ | ---------- | ------------------ | ----------------------------------------------------------- | ---- |
| 第1回 | 1991 | ウェールズ       | 15     | -          | -                  | カーディフ / カーディフ・アームズ・パーク                   |      |
| 第2回 | 1994 | スコットランド   | 31     | -          | -                  | エディンバラ / Edinburgh Academicals RFC                    |      |
| 第3回 | 1998 | オランダ         | 40     | -          | -                  | アムステルダム / NCRAスタジアム                             |      |
| 第4回 | 2002 | スペイン         | 32     | -          | -                  | バルセロナ / エスタディ・オリンピック・リュイス・コンパニス |      |
| 第5回 | 2006 | カナダ           | 30     | -          | -                  | エドモントン / コモンウェルス・スタジアム                   |      |
| 第6回 | 2010 | イングランド     | 30     | -          | -                  | ロンドン / トゥイッケナム・ストゥープ                       |      |
| 第7回 | 2014 | フランス         | 30     | -          | -                  | パリ / スタッド・ジャン＝ブーアン                           |      |
| 第8回 | 2018 | アイルランド     | 30     | 45,412     | 1,514              | ベルファスト / キングスパーン・スタジアム                   |      |
| 第9回 | 2021 | ニュージーランド | 26     | -          | -                  | オークランド / イーデン・パーク                             |      |